# 伊勢参宮街道
伊勢参宮街道（いせさんぐうかいどう）は、日本の各方面から伊勢神宮への参拝道として整備された街道のことである。伊勢街道・伊勢本街道・参宮街道と呼ばれる。

## 旧街道
近代以前のかつての街道は次のとおり。とくに広義としての伊勢街道の名称は各街道でも用いられるので注意を要する。 （伊勢街道（○○街道）と用いられることが多い） 狭義としては下記のように用いられる。

### 伊勢街道
日永の追分から東海道と別れ、伊勢にいたる街道。国道23号として1952年（昭和27年）に整備され、松阪市以南は現在、三重県道428号伊勢小俣松阪線。江戸時代より前は、津市近辺ではより海沿いを通っていたようであるが、藤堂高虎が津の城下町の繁栄を図って、城下を通るよう街道路を移したと伝えられる。

### 伊勢本街道
大坂・玉造稲荷神社から各所を経由し、奥津（津市）経由で最終的に伊勢にいたる街道。

### 参宮街道
桜井で初瀬街道と分かれ、大宇陀（宇陀市）経由で伊勢にいたる街道。

### 支道
伊勢別街道
関宿東の追分で東海道と分岐、椋本宿（津市）を経由し、江戸橋で伊勢街道に合流する。窪田宿には高田本山専修寺の寺内町である一身田がある。
初瀬街道
桜井で参宮街道、榛原（宇陀市）で伊勢本街道と分かれ、あお越え（青山高原）を経由し、六軒（松阪市）で伊勢街道に合流する。1953年（昭和28年）に大部分が国道165号として整備された。
和歌山街道
和歌山から吉野を経由、参宮街道と合流・分岐し、松阪に至る街道。
竹内街道
飛鳥時代からの古道。 江戸時代以降は伊勢本街道の一部として機能した。1974年（昭和49年）に羽曳野市以東が国道166号へ指定（区間：堺市-羽曳野市-葛城市）
横大路
飛鳥時代からの古道。 元は竹内街道・長尾街道交点付近と藤原京を結ぶ古道であったが、江戸時代以降は伊勢本街道の一部として機能した。
暗越奈良街道
奈良時代からの古道。 江戸時代以降は、伊勢本街道の一部として機能した。1970年（昭和45年）に大部分が国道308号に指定。（区間：大阪市-生駒市-奈良市）
上街道
飛鳥時代からの古道で、古くは上ツ道とも呼ばれた。奈良から天理市を経て桜井市で初瀬街道と合流する。
清滝街道
行基道とも呼ばれ、守口宿から清滝峠を越えて東へ進む街道。 木津川市で奈良街道と合流・木津川を越えて伊賀街道に接続する。
伊賀街道
伊賀越奈良道とも呼ばれ、奈良から大和街道を通り、伊賀国を経て津に至る街道。 上野の赤坂で大和街道と分岐、大山田から長野峠を越え前田宿（片田宿）を経由、津の塔世橋南詰で伊勢街道に合流。1608年（慶長13年）津城に藤堂高虎が伊勢・伊賀両国22万石の大名として入城してから藩内の重要路として整備が進んだ。1993年（平成5年）までに大部分が国道163号となった。
奈良街道
五百野（津市）で伊賀街道と分岐、久居城下を経て雲出川を渡り、月本追分（松阪市中林町）で伊勢街道と合流。こちらにも伊賀越奈良道の別名がある。
伊勢路
伊勢神宮から、熊野三山（熊野本宮大社、熊野速玉大社、熊野那智大社）へ通じる参詣道。

## 国道・都道府県道
現在においては、下記の道路およびその旧道が 伊勢参宮街道・伊勢街道・参宮街道 と呼ばれる。
- 国道1号：区間：東京-伊勢神宮（明治時代に新設当初は東京から京都までだったのが、まもなく東京から伊勢神宮へと変更され参宮国道と呼ばれることになった。桑名市内に参宮国道の石碑が残る）
- 国道23号： 区間：四日市市-松阪市-伊勢市
- 三重県道22号伊勢南島線：伊勢市内
- 国道166号： 区間：羽曳野市-橿原市-宇陀市-東吉野村-松阪市
- 国道368号： 区間：御杖村-松阪市
- 国道369号： 区間：奈良市-宇陀市-御杖村-松阪市 （一部国道368号と重複）

## 餅街道

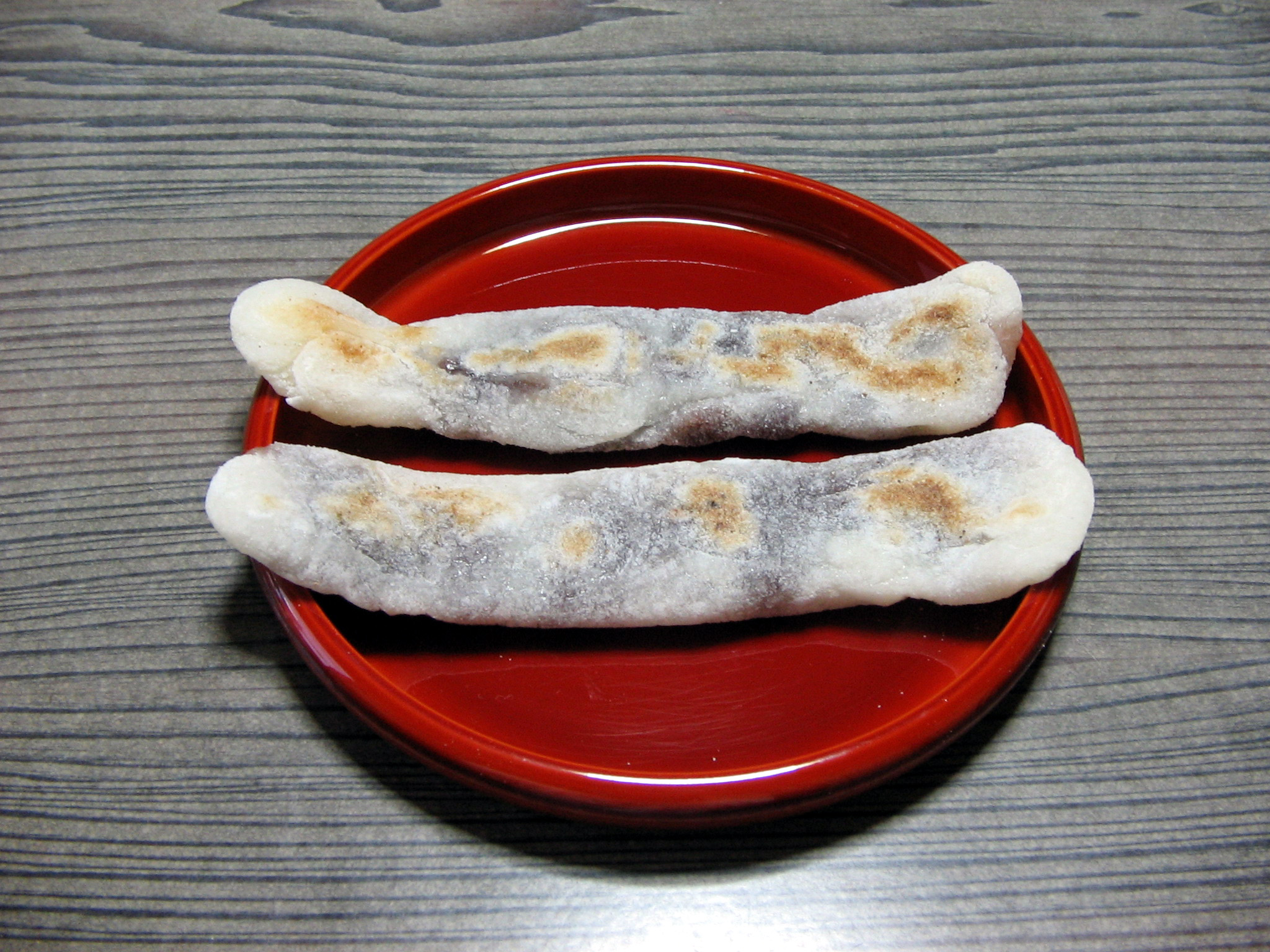
安永餅

桑名から伊勢に至る参宮街道には、「餅街道」の異名がある。沿道に多くの茶店が建ち並び、現代まで多くの名物餅が残されている。北から順に、桑名の安永餅、四日市の嶋小、文蔵餅、なが餅、鈴鹿の立石餅、小俣のへんば餅と続き、伊勢には二軒茶屋餅・太閤出世餅・赤福餅がある。少し離れた熊野街道沿いの多気にもまつかさ餅やおきん餅がある。このように街道沿いに餅菓子が発達したのは、第一に旅人をもてなすためであり、往時の旅人にとってはぜいたくな食べ物であったと考えられる。このほか、餅は腹持ちが良く長い旅路にふさわしかったこと、伊勢国が米どころであったことなどが理由として挙げられる。